# Tyelgut wad Nyadwai
Tyelgut Nyadwai Tugo
Tyelgut wad Nyadwai (ou Tyelgut, fils de Nyadwai, fils de Tugo) ou Nyato (d'après le prénom de sa mère) est le quinzième souverain du peuple Shilluk, une ethnie africaine du Soudan du Sud fondée par le demi-dieu Nyikang. Tyelgut a probablement exercé son pouvoir entre 1760 et 1770. Ces dates sont approximatives car faute de sources écrites pour cette période, seule la tradition orale locale peut être évoquée comme source historique.

## Règne
Sous le règne du roi Tyelgut débuta l'ère sanglante de la « chasse du sang royal » où des hordes de guerriers parcoururent le royaume afin d'exterminer les princes ayant la possibilité d'être élu au trône royal. C'est ainsi que furent éliminés la plupart des fils des rois Tokot, Tugo et Okon. Pour échapper à ce sort, certains princes furent élevés comme de simple gardiens de chèvres ou de vaches. 
Tyelgut entreprit ce massacre afin de ne plus avoir de rival ayant des raisons de l'assassiner. Pour se faciliter la tâche, le roi Tyelgut organisa un grand banquet au début de son règne. Il invita tous les princes et presque tous se rendirent à l'invitation. Selon la coutume du palais, les princes avaient déposé leurs armes et s'étaient présentés désarmés devant le roi. Incapable de se défendre, sur l'ordre de roi, tous furent impitoyablement massacrés par les sbires royaux. Environ une cinquantaine de princes périrent ce triste jour. Parmi ceux qui avaient décliné l'invitation au banquet se trouvait le prince Kudit, fils du roi Okon.
Lorsque Tyelgut apprit que Kudit était encore en vie, il lui fit la promesse de le laisser en vie et en liberté puis l'appela auprès de lui à la cour royale. Kudit accepta de venir à Fachoda. Toutefois, il se rendit vite compte que le roi n'avait pas renoncé à le tuer. Pour rester en vie, il prit la décision de fuir le royaume et de se réfugier auprès des Nouba dans les montagnes du Kordofan.
Le temple funéraire du roi Tyelgut est situé dans son village natal de Gólo.